# Tommy Atkins
För andra betydelser, se Tommy (olika betydelser).

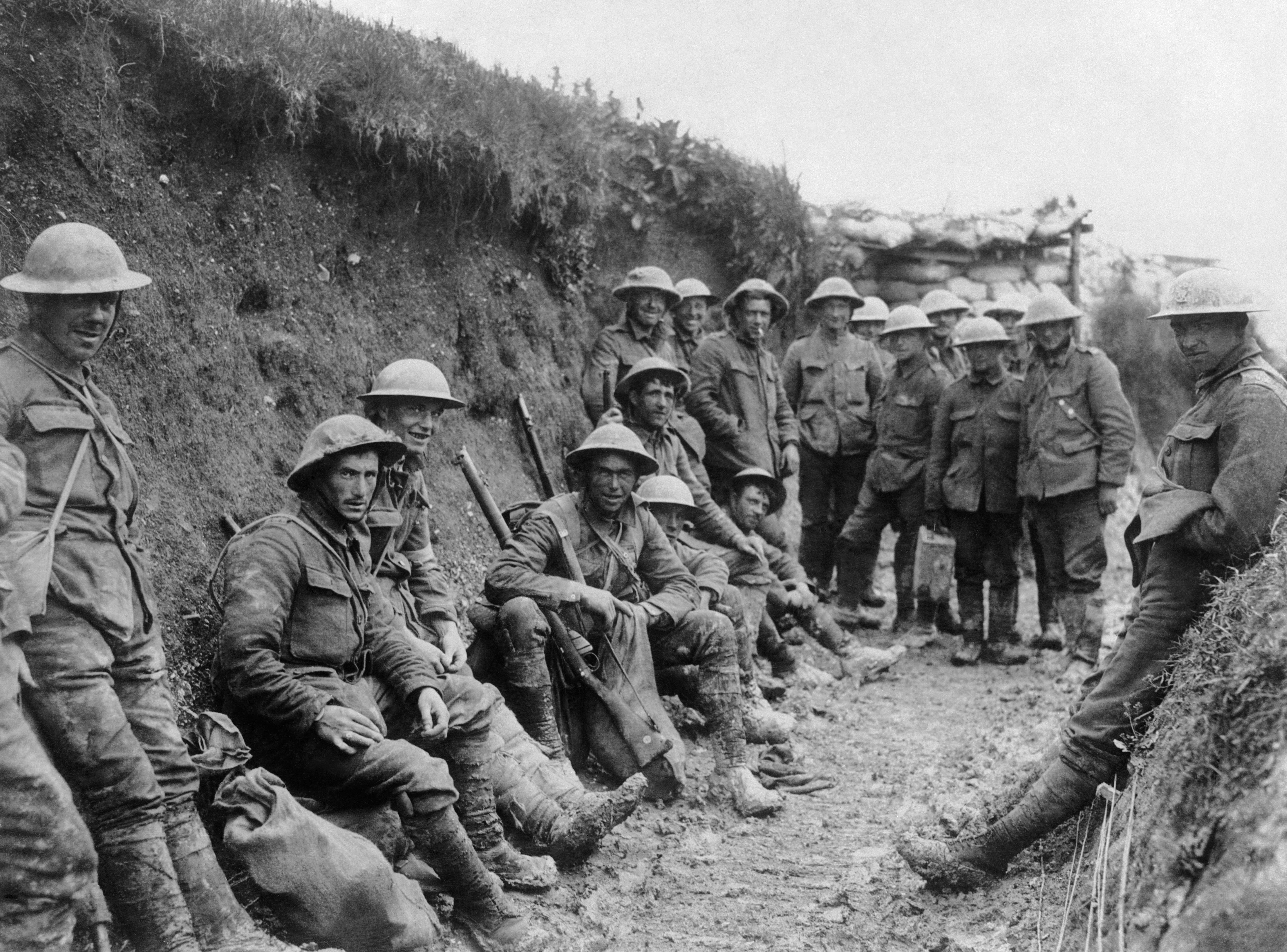
"Tommies" under första världskriget

Tommy Atkins eller bara Tommy är en term för en vanlig soldat i den brittiska armén. Uttrycket är framför allt förknippat med första världskriget men användes redan på 1700-talet och används understundom än i dag.